# جون إس. كيت
جون إس. كيت هو سياسي أمريكي، ولد في 25 مارس 1839 في Tamworth, New Hampshire ‏ في الولايات المتحدة، وتوفي في 11 أكتوبر 1906. نشط حزبياً في الحزب الجمهوري. وقد انتخب عضو مجلس نواب ماساتشوستس ‏.